# 郭仲文
郭仲文（?—?），唐朝华州郑县（今陕西省渭南市华州区）人。郭子仪的曾孙，郭暧之孙，郭钊之子。
郭仲文大和末年为殿中少监。开成初年，唐文宗下诏郭仲文袭父封太原郡公，给事中卢弘宣封敕上奏：“按照制书，赠司徒郭钊嫡男郭仲文袭封太原郡公，臣近来访知郭钊妻沈氏，是公主之女，代宗皇帝的外孙，有儿子郭仲辞（郭仲词），已经选尚饶阳公主。郭仲文不当假冒，自称嫡子。如果郭仲文承嫡，沈氏就要黜居别室，郭仲辞不当配尚公主。郭仲文是尚父郭子仪之孙（曾孙），太皇太后之侄，外戚勋臣，无与他的家门相比，婚姻嫡庶，朝野皆知，夺嫡宗之封配，实在玷污风教。郭仲文、郭仲辞既非同母，袭封尚主，不能并行。请交付御史台审核。”唐文宗下诏：“以万年县尉郭仲辞袭封。”郭仲文没有袭爵，但以太皇太后之侄，没有加罪。郭仲文官至祕書少監。郭仲文另一个弟弟郭仲恭尚金堂公主。